# Lost Land of the Jaguar
Lost Land of the Jaguar je dokumentární cyklus televize BBC z roku 2008. Skupina vědců se zde vydává do státu Guyana, do džunglí, kde se chtějí setkat s mnoha jihoamerickými tvory – mimoto s jaguárem americkým. Premiéru měl dokument na kanálu BBC One 30. července 2008.